# Gimme Back My Bullets
| Recensione                        | Giudizio    |
| --------------------------------- | ----------- |
| AllMusic                          | [ 2 ]       |
| Robert Christgau                  | B+          |
| The New Rolling Stone Album Guide | [ 4 ]       |
| Sputnikmusic                      | 3.7 (Great) |
| Ondarock                          | [ 6 ]       |
| Dizionario del Pop-Rock           | [ 7 ]       |
| 24.000 dischi                     | [ 8 ]       |

Gimme Back My Bullets è il quarto album discografico del gruppo statunitense di Southern rock Lynyrd Skynyrd.

## Il disco
L'album fu messo in vendita il 2 febbraio 1976.
Era originariamente intitolato Ain't No Dowd About It, in tributo al produttore Tom Dowd, che la band adorava. Rimane l'unico album in studio uscito prima dell'incidente aereo che non raggiunse il disco di platino o superiore negli USA. Comunque, include le hit Gimme Back My Bullets, Double Trouble e Cry For The Bad Man.

## Tracce

### LP
Lato A
1. Gimme Back My Bullets – 3:28 (Gary Rossington, Ronnie Van Zant) – Registrato il 30 novembre 1975 al Capricorn Studios di Macon, Georgia
2. Every Mother's Son – 4:56 (Allen Collins, Ronnie Van Zant) – Registrato il 9 settembre 1975 al Record Plant di Los Angeles, California
3. Trust – 4:24 (Allen Collins, Gary Rossington, Ronnie Van Zant) – Registrato il 30 novembre 1975 al Capricorn Studios di Macon, Georgia
4. I Got the Same Old Blues – 4:08 (J.J. Cale) – Registrato l'8 settembre 1975 al Record Plant di Los Angeles, California

Lato B
1. Double Trouble – 2:48 (Allen Collins, Ronnie Van Zant) – Registrato l'8 settembre 1975 al Record Plant di Los Angeles, California
2. Roll Gypsy Roll – 2:49 (Allen Collins, Gary Rossington, Ronnie Van Zant) – Registrato il 28 novembre 1975 al Capricorn Studios di Macon, Georgia
3. Searching – 3:18 (Allen Collins, Ronnie Van Zant) – Registrato il 25 novembre 1975 al Capricorn Studios di Macon, Georgia
4. Cry for the Bad Man – 4:48 (Gary Rossington, Allen Collins, Ronnie Van Zant) – Registrato il 7 settembre 1975 al Record Plant di Los Angeles, California
5. All I Can Do Is Write About It – 4:14 (Allen Collins, Ronnie Van Zant) – Registrato il 29 novembre 1975 al Capricorn Studios di Macon, Georgia

### CD
Edizione CD 1999, pubblicato dalla MCA Records (MCAD-12023)
1. Gimme Back My Bullets – 3:28 (Gary Rossington, Ronnie Van Zant)
2. Every Mother's Son – 4:56 (Allen Collins, Ronnie Van Zant)
3. Trust – 4:24 (Allen Collins, Gary Rossington, Ronnie Van Zant)
4. I Got the Same Old Blues – 4:08 (J.J. Cale)
5. Double Trouble – 2:48 (Allen Collins, Ronnie Van Zant)
6. Roll Gypsy Roll – 2:49 (Allen Collins, Gary Rossington, Ronnie Van Zant)
7. Searching – 3:18 (Allen Collins, Ronnie Van Zant)
8. Cry for the Bad Man – 4:48 (Gary Rossington, Allen Collins, Ronnie Van Zant)
9. All I Can Do Is Write About It – 4:14 (Allen Collins, Ronnie Van Zant)
10. Gimme Back My Bullets (Live) – 4:19 (Gary Rossington, Ronnie Van Zant) – Traccia bonus - Registrato dal vivo il 7 marzo 1976 al Bill Graham's Winterland di San Francisco, California
11. Cry for the Bad Man (Live) – 5:38 (Gary Rossington, Allen Collins, Ronnie Van Zant) – Traccia bonus - Registrato dal vivo il 7 marzo 1976 al Bill Graham's Winterland di San Francisco, California

Edizione CD 2005 (Deluxe Edition), pubblicato dalla Geffen Records (B0005553-00)
1. Gimme Back My Bullets – 3:28 (Gary Rossington, Ronnie Van Zant)
2. Every Mother's Son – 4:56 (Allen Collins, Ronnie Van Zant)
3. Trust – 4:24 (Allen Collins, Gary Rossington, Ronnie Van Zant)
4. I Got the Same Old Blues – 4:08 (J.J. Cale)
5. Double Trouble – 2:48 (Allen Collins, Ronnie Van Zant)
6. Roll Gypsy Roll – 2:49 (Allen Collins, Gary Rossington, Ronnie Van Zant)
7. Searching – 3:18 (Allen Collins, Ronnie Van Zant)
8. Cry for the Bad Man – 4:48 (Gary Rossington, Allen Collins, Ronnie Van Zant)
9. All I Can Do Is Write About It – 4:14 (Allen Collins, Ronnie Van Zant)
10. Double Trouble (live) – 3:13 (Allen Collins, Ronnie Van Zant) – Traccia bonus - Registrato dal vivo il 4 novembre 1975 al Capitol Theatre di Cardiff, Galles, Regno Unito
11. I Got the Same Old Blues (live) – 4:13 (J.J. Cale) – Traccia bonus - Registrato dal vivo il 4 novembre 1975 al Capitol Theatre di Cardiff, Galles, Regno Unito
12. Gimme Back My Bullets (live) – 4:19 (Gary Rossington, Ronnie Van Zant) – Traccia bonus - Registrato dal vivo il 7 marzo 1976 al Bill Graham's Winterland di San Francisco, California
13. Cry for the Bad Man (live) – 5:38 (Gary Rossington, Allen Collins, Ronnie Van Zant) – Traccia bonus - Registrato dal vivo il 7 marzo 1976 al Bill Graham's Winterland di San Francisco, California
14. All I Can Do Is Write About It (acoustic) – 4:24 (Allen Collins, Ronnie Van Zant) – Traccia bonus - Registrato il 29 novembre 1975 al Capricorn Studios di Macon, Georgia
15. Double Trouble (alternate) – 2:52 (Allen Collins, Ronnie Van Zant) – Traccia bonus - Registrato l'8 settembre 1975 al Record Plant di Los Angeles, California

## Formazione

### Gruppo
- Ronnie Van Zant - voce solista
- Allen Collins - chitarra Gibson Firebird
- Allen Collins - chitarra acustica (brani: Every Mother's Son, All I Can Do Is Write About It)
- Allen Collins - chitarra solo, parte finale (brani: Every Mother's Son, Searching)
- Allen Collins - chitarra solo e Fills (brano: Trust)
- Allen Collins - chitarra a 12 corde (brano: Roll Gypsy Roll)
- Gary Rossington - chitarra Gibson Les Paul
- Gary Rossington - chitarra solo e chitarra Fills (brani: Gimme Back My Bullets, Cry for the Bad Man)
- Gary Rossington - chitarra acustica (brani: Every Mother's Son, All I Can Do Is Write About It)
- Gary Rossington - chitarra slide solo (brano: I Got the Same Old Blues)
- Gary Rossington - chitarra solo e parte finale (brano: Roll Gypsy Roll)
- Gary Rossington - chitarra solista, chitarra solo parte finale (brano: Searching)
- Leon Wilkeson - basso Fender
- Leon Wilkeson - accompagnamento vocale-coro (brano: Every Mother's Son)
- Billy Powell - tastiere
- Billy Powell - organo e clavinet (brano: Gimme Back My Bullets)
- Billy Powell - organo (brani: Roll Gypsy Roll, Cry for the Bad Man, All I Can Do Is Write About It)
- Billy Powell - pianoforte solo (brani: Every Mother's Son, All I Can Do Is Write About It)
- Artimus Pyle - batteria, percussioni
- Artimus Pyle - tambourine (brano: Roll Gypsy Roll)

### Ospiti
- JoJo Billingsley, Cassie Gaines, Leslie Hawkins (The Honnicutts) - cori (brani: Double Trouble, Cry for the Bad Man)
- Lee Freeman - armonica (brano: I Got the Same Old Blues)
- Barry Lee Harwood - dobro e mandolino (brano: All I Can Do Is Write About It)
- Sconosciuto - violino (brano: All I Can Do Is Write About It)[9]